# Făgețel, Bacău
Făgețel este un sat în comuna Itești din județul Bacău, Moldova, România.
Aflat la aproximativ 20 de kilometri distanță de reședinta județului, în partea de nord-est a Bacăului, a fost atestat documentar în 1599, în timpul domniei boierului Ieremia Movilă.
Satul a fost locuit de răzeși, care își adăposteau grânele și vinul în hrube în timpul luptelor cu turcii.